# Tifoseria del Latina Calcio 1932
Nella presente pagina sono riportate informazioni sulla storia, evoluzione, demografia nonché dati riguardanti alla formazione e orientamento politico degli gruppi organizzati della tifoseria del Latina Calcio 1932, società calcistica di Latina.

## Contesto
La tifoseria del Latina proviene per la stragrande maggioranza dalla città pontina, il seguito nelle zone limitrofe all'interno della provincia è buono ma condizionato dall'esistenza di diverse realtà calcistiche nei comuni confinanti. Gli ultras occupano attualmente la curva Nord dello stadio Francioni (alcuni in passato si stabilirono anche in gradinata), mentre alcuni gruppi di tifosi organizzati occupano la gradinata. La prima forma di tifo organizzato al seguito della squadra è risalente al 1968 quando i "Fedelissimi" organizzano la famosa trasferta di Olbia.

## Orientamento politico
L'orientamento politico della tifoseria pontina è sempre stato di destra o estrema destra in relazione all'origine fascista della città pontina e viene manifestato negli anni anche nel nome dei gruppi ultras (Falange e Brigata Littoria in primis). In passato, negli anni in cui ciò era possibile, nella curva nord si faceva largo uso di simbologia politica come croci celtiche, fasci littori e raffigurazioni di Mussolini.

## Tifoseria organizzata
Per vedere la nascita del primo movimento ultras a Latina bisognerà aspettare 4 anni dopo, quando nacquero per primi gli "Ultras Latina" che, negli anni successivi, anni ottanta verrà intitolato a Sante Palumbo divenendo così "Club Ultras Latina Sante Palumbo". Originariamente il Club si posizionava in gradinata e occupava la curva in particolari occasioni, dagli anni duemila il gruppo si è spostato in curva.
Durante uno dei periodi d'oro del latina, nel 1977, nascono i "Commandos" gruppo ultras con molto seguito nella tifoseria pontina. Occuperanno in periodi diversi sia la Curva Nord che la gradinata centrale. Nel 1978 nasce la "Falange", che traina la curva nord fino al 1990. Lo striscione del gruppo in quegli anni attraversa gli stadi di tutta Italia e vengono create diverse sezioni.
Nel 1984 si affacciano in Curva diversi gruppi: i "Warriors Ultrà" che si scioglieranno a fine anni '80, gli "Indians", e infine gli "Ultrà Gescal Korps Fighters" che si scioglieranno, dopo una breve parentesi, nel 1986. Nel 1987 nasce il "Gruppo Sabaudia" che tra i club o gruppi extracittadini è quello più noto, raggruppa i tifosi del Latina provenienti dalla vicina città di Sabaudia e segue la squadra nelle gare casalinghe e in qualche trasferta.
Il 1990 è un altro importante anno per la curva Pontina, nascono infatti i "Ragazzi della Nord" nome abbreviato in RdN. Il gruppo è il risultato della fusione tra la "Falange", i "Commandos" e una parte del "Club Ultras". È il maggiore gruppo presente in curva durante gli anni novanta. La particolarità del gruppo è l'enorme striscione esposto nelle partite casalinghe di circa 90 metri (lungo quasi come tutta la curva). Da una costola del gruppo nel 1998 nascerà il "Feudo Neroazzurro" (sciolto tra il 2001 e il 2002 e successivamente noto come "Latina Scalo Neroazzurra"). I ragazzi della nord si scioglieranno all'inizio degli anni duemila e fino al 2002 ritorneranno in curva gli storici striscioni "Commandos '77" e "Falange".
Durante gli anni '90 nasce il gruppo delle teste matte e nel 1999 nasce anche un altro gruppo, la "Vecchia Guardia", entrambi presenti in Curva Nord fino alla stagione 2001-2002. Nel 2002 nasce un altro storico gruppo della curva, la "Brigata Littoria 1932" gruppo di riferimento degli ultras pontini e al comando della nord negli anni 2000. In gergo si chiamerà semplicemente "Brigata" e si identificherà con la sigla "BL '32"; tra le iniziative portate avanti dal gruppo si ricordano ad esempio l'organizzazione di un'edizione del torneo di calcio tra gruppi ultras "U8" (organizzato per un'iniziativa di beneficenza) e la fondazione di una società calcistica direttamente gestita dal gruppo, nota come "A.S.D. Atletico Littoria" che disputa i campionati regionali. Nello stesso anno nasceranno anche i "Mascalzoni" che si posizioneranno in gradinata e negli anni a seguire altri gruppi affiancheranno la Brigata in Curva Nord tra di essi vi sono l'"Opposta Fazione", i "Wild Dogs", il "Clan '04" il "Fronte Nord" il gruppo "Piazza Moro" e il gruppo "Leone Alato", quest'ultimo è il più recente (nato nel 2007). Gli striscioni della maggior parte dei gruppi sopracitati scompariranno dalla curva pochi anni dopo, il gruppo Leone Alato al contrario è ancora presente.
Tra il 2007 e il 2010 il tifo pontino vive un periodo segnato da divisioni interne e gruppi di sostenitori che decidono di non seguire più la squadra, il tutto causato dalle scellerate gestioni societarie che coinvolgono la squadra e che porteranno dapprima alla scomparsa del calcio dal capoluogo pontino e poi alla formazione di due squadre, la Virtus Latina e l'FC Latina, entrambe militanti nei bassifondi del calcio italiano tra l'Eccellenza e la Promozione Laziale. In questi anni la parte della Curva rimasta attiva si schierò dalla parte dell'FC Latina sostenendo la squadra in casa e in trasferta e garantendo un seguito invidiabile per la categoria disputata. Un primo passo verso la risoluzione dei problemi interni del tifo Neroazzurro si ha solo con la nascita dell'Us Latina e il ritorno ala normalità con una sola squadra a rappresentare la città e i gruppi Brigata Littoria, Gruppo Sabaudia ed Opposta Fazione che attraverso vari comunicati esprimono la volontà di tornare a fare il tifo per la squadra (questi ultimi due però spariranno dalla curva poco tempo dopo). Bisognerà aspettare la stagione 2010-11, con il ritorno tra i professionisti, per vedere ricompattata la curva Nord; i gruppi presenti sono la "Brigata Littoria", il gruppo "Leone Alato" e infine gli "Ultras Latina Sante Palumbo".
Sul Fronte Gradinata invece,i primi gruppi a nascere sono: nel 2011 il gruppo "XVIII Dicembre 1932" e nel 2012 i "Veterani Latina". Questi due gruppi, in particolare il primo, seguiranno il Latina in trasferta già dalla prima stagione in Prima Divisione inclusa la gara di ritorno dei i play-out a Trieste contro la Triestina. Solo successivamente nel 2013 nascerà anche il gruppo "Bonificatori". Nel corso della stagione 2012-2013 la curva Pontina si divide nuovamente: a causare la spaccatura è (oltre a problemi interni ai gruppi) la questione sulla Tessera del tifoso. La Brigata Littoria lascia la curva, per problemi interni, al gruppo Leone Alato e ad un gruppo di non affiliati ed ex appartenenti alla BL. Dopo poco tempo il secondo gruppo citato emana un comunicato firmato "Curva Nord" in cui invita tutti i tifosi non tesserati a sottoscrivere la nuova "Supporters Card" (una particolare tessera del tifoso differente dall'originale e simile a quella introdotta ad esempio dall'AS Roma, denominata Club Away) appena introdotta dalla società. In seguito a vari comunicati si evincerà la contrarietà del Gruppo Leone Alato (che si distacca dal gruppo favorevole al tesseramento e che seguirà le partite in casa separatamente dal resto della curva) e della maggior parte dei componenti della Brigata Littoria che abbandonano la curva senza però emettere alcun comunicato riguardo allo scioglimento del gruppo. Il Latina quindi disputa le ultime giornate del campionato 2012-2013 con la curva divisa in due gruppi.
Prima dell'inizio del campionato il Leone Alato emana un altro comunicato con cui annuncia la dissociazione dalle iniziative della curva per via del tesseramento della maggior parte di essa e la sospensione temporanea dell'attività del gruppo. A fine agosto la Brigata Littoria fa pervenire il comunicato ufficiale dello scioglimento del gruppo, dopo 11 anni di attività al comando della curva Nord, insieme al gruppo diversi ultras decidono di abbandonare la curva.
Nella stessa estate nasce un altro gruppo in gradinata, si tratta dei "Bonificatori", il nome del gruppo è chiaramente ispirato alla storia dell'Agro Pontino negli anni di fondazione della città di Latina.
Dalla presentazione della squadra per la prima stagione tra i cadetti in poi, la maggior parte di ciò che è rimasto della curva si riconosce dietro lo striscione "CURVA NORD LATINA". Con la nascita del suddetto gruppo si riordina il tifo organizzato in curva, la squadra dopo anni torna ad avere un seguito in trasferta da parte degli Ultras; il gruppo utilizza come simbolo uno scudetto tricolore con all'interno il numero 32 (richiamo all'anno di fondazione della città). Il gruppo Leone Alato, spostato nel settore identificabile come "Distinti", si riconosce dietro alcuni stendardi dedicati ad ultras pontini scomparsi per la prima parte della stagione, per poi stabilirsi in gradinata.
Insieme al neonato gruppo portante della curva, si formano altri gruppi di sostenitori, tra questi quello più organizzato si riconosce dietro lo striscione "Quelli di sempre". Il gruppo si forma ufficialmente solo all'inizio della stagione 2013-2014 ma il nome campeggia in curva già dalla metà della stagione precedente. Altro gruppo di ultras che si aggrega alla curva successivamente è la Vecchia Guardia, formata da tifosi con molti anni d'esperienza nella militanza ultras; entrambi i gruppi seguono la squadra in trasferta insieme a tutta la nord.
Oltre agli striscioni dei già citati gruppi (curva nord e "quelli di sempre") sulla balconata principale della curva è assiduamente presente lo striscione "GESCAL", dal nome del quartiere popolare in cui si ritrovano le radici di buona parte del movimento ultras cittadino.

## Gemellaggi e rivalità

### Gemellaggi e amicizie
La tifoseria del Latina è gemellata sin dagli anni ottanta con gli ultras della Reggina.Le due tifoserie sono state reciprocamente gemellate fino al 1994. Tra le ragioni del gemellaggio delle tifoserie vi era sicuramente il fatto che tutte e due professavano gli stessi ideali politici. Il gemellaggio è tuttora molto sentito dalla tifoseria pontina ed è stato rinsaldato ulteriormente con la presenza dei reggini nella finale dei play-off (per la Serie B) del 16 giugno 2013.
Più recente è invece il gemellaggio con la tifoseria del Foggia, il rapporto con la tifoseria pugliese però si è incrinato dopo le vicende del 2013 inerenti alla supporters card e alla tifoseria neroazzurra: gli "Ultras 1980" infatti emettono un comunicato annunciando di mantenere rapporti di amicizia e reciproco rispetto solamente con la compagine non tesserata della tifoseria pontina (Leone Alato). Molte le visite reciproche tra le tifoserie.
Abbastanza recente è anche il gemellaggio con la tifoseria della Viterbese, maturato in seguito agli incontri dei gruppi quando entrambi erano al seguito della nazionale di calcio, tra le ragioni del gemellaggio avvenuto nei primi anni duemila vi è sicuramente la concordanza politica delle due curve. In principio il gemellaggio si è consolidato tra i gruppi "Brigata Littoria" e "Questione Di Stile" per poi essere esteso alle intere curve.
Amicizie più locali si riscontrano con gli ultras di Aprilia, Cisterna, Fondi, Casal Barriera e Anziolavinio. Quest'ultima è stata rinsaldata ulteriormente, con la partecipazione dei gruppi "Brigata Littoria" e "Leone Alato" al secondo memorial in ricordo di Fabio Pistilli organizzato dalla "Vecchia Guardia Anzio" nel 2012 per ricordare il tifoso anziato morto nel 2004 allo stadio durante una partita, precipitato dal parapetto della gradinata.
Altra amicizia molto sentita della Curva Nord è quella con il gruppo juventino "Tradizione Antichi Valori" ex Fighters nonché storico gruppo portante della curva bianconera fino a pochi anni fa. L'amicizia si è dapprima sviluppata ai tempi della Brigata, sancita definitivamente con la partecipazione dei torinesi al torneo U8 organizzato appunto dalla Brigata, e sviluppata ulteriormente anche dopo la fine del suddetto gruppo. Le tifoserie si sono incontrate diverse volte recentemente sia a Torino che a Latina ma anche in trasferte effettuate dalla curva latinense come quella di Pisa per la finale di andata dei play off della stagione 2012-2013 o di Novara durante la stagione successiva.
I rapporti tra le due compagini hanno subito una battuta d'arresto nel gennaio 2014 dopo l'esposizione da parte di un gruppo della curva juventina di uno striscione non firmato (poi attribuito al gruppo milanese dei VIKING) offensivo nei confronti dei pontini (definiti infami e lamentosi). Lo striscione allude ai fatti del torneo U8 del 2011 a Latina e agli episodi di violenza commessi dagli ultras milanisti in quell'occasione, da sempre condannati dalla tifoseria pontina. La risposta Pontina allo striscione non tarda ad arrivare e in seguito all'esposizione a Latina di striscioni controffensivi il caso si chiude con uno striscione esposto a Torino da "Tradizione" che si dissocia dal contenuto di quello esposto in precedenza e che tra le altre cose recita "...onore agli amici di Latina".
Buoni rapporti si intrattenevano anche con i tifosi della Juve Stabia, quest'amicizia non particolarmente sentita da ambo le parti si è venuta a creare principalmente per il gemellaggio dei siracusani con gli stabiesi durante gli anni '80 e '90 e si è incrinata durante i primi anni 2000 quando le tifoserie vennero alle mani in diverse occasioni, per poi rompersi definitivamente nel novembre 2013 durante la partita di campionato Latina-Juve Stabia.
Un altro legame molto forte è quello con gli ultras del Regensburg squadra della città di Ratisbona in Germania.
Inoltre vi è un’amicizia con gli ultras del Gela, frequente la loro presenza al memorial organizzato dagli ultras pontini in onore di Stefano Fiorucci membro del Leone Alato prematuramente scomparso il 16 Maggio del 2007.

### Rivalità
La squadra del Latina è stata protagonista di numerose sfide contro il Frosinone che, nel corso del tempo, è divenuta la rivale storica della formazione pontina; il derby tra Frosinone e Latina è molto sentito dalle due tifoserie e dalla due città.
Il primo derby del Basso Lazio si disputò nella stagione 1946-1947 nell’allora Prima Categoria (26-12-1946, Frosinone-La Pontina 0-0). Tra le partite storiche se ne ricorda uno che rese meno amara una retrocessione: la vittoria per un goal a zero, con rete segnata da Di Carlo il 19 maggio 1974.
Per il Latina resta memorabile ancora oggi il derby del 19 aprile 2003 con vittoria di misura al "Matusa", grazie alla rete di Simonetti su rigore che fece precipitare i «canarini» in zona retrocessione. Quel giorno è passato alla storia poiché curiosamente l'orda dei tifosi nerazzurri (un migliaio) si presentò in Ciociaria indossando magliette di colore arancione. Negli ultimi anni le strade delle due squadre si sono nettamente separate: mentre il Frosinone ha giocato per anni in Serie B, il Latina dopo essere retrocesso in Serie D, non è stato ammesso al campionato ed è ripartito dalla Promozione. Nella stagione 2011-2012 le due squadre tornano ad incrociarsi in I Divisione di Lega Pro. Storico il derby dell'11 marzo 2012 quando i nerazzurri, in nove uomini, si imposero per 2-0 eliminando le ultime speranze play-off per i ciociari e conquistando un importante tassello per la lotta salvezza. Il derby del 14 ottobre 2012 del "Francioni", invece, è quello di maggior prestigio tra i due club, in quanto valeva il primato del girone B, considerato che entrambe le formazioni erano appaiate solitarie al primo posto in Lega Pro Prima Divisione. La gara, tuttavia, disputata davanti a ben 6 250 spettatori, finisce a reti bianche. Il 2 novembre 2014, il derby fa il proprio storico esordio in Serie B con una pesantissima vittoria del Frosinone in terra pontina per 1-4

Statistiche
- La vittoria più pesante per il Latina è quella per 4-0 nel 1961, per i ciociari il 6-1 in coppa del 1982.

Bilancio in campionato (aggiornato alla stagione 2014-2015):
- 15 vittorie Frosinone (ultima: 02-11-2014, Latina-Frosinone 1-4),
- 11 vittorie Latina (ultima: 11-03-2012, Latina-Frosinone 2-0),
- 21 pareggi (ultimo: 14-10-2012, Latina-Frosinone 0-0),
- 45 reti segnate dal Frosinone,
- 40 reti segnate dal Latina.

Bilancio in Coppa (aggiornato alla stagione 2012-2013):
- 7 vittorie Frosinone (ultima: 29-11-2000, Frosinone-Latina 6-5 d.c.r., 1-1 t.r.),
- 5 vittorie Latina (ultima: 07-09-1988, Latina-Frosinone 2-0),
- 6 pareggi (ultimo: 15-11-2000, Latina-Frosinone 1-1),
- 24 reti segnate dal Frosinone,
- 17 reti segnate dal Latina.

La rivalità per eccellenza è quella con gli ultras ciociari del Frosinone che dà vita al Derby del Basso Lazio. Questioni storiche, militanza per tanti anni negli stessi campionati e la notevole vicinanza delle due città hanno contribuito negli anni ad aizzare questa rivalità che non si è mai raffreddata.
Le partite tra le due squadre vengono sempre considerate altamente pericolose per l'ordine pubblico e in molte occasioni le due tifoserie non hanno perso occasione di scatenare risse, disordini ed episodi di violenza. Uno dei derby più infuocati di sempre fu quello svolto a Latina nel 2002 ove nei violenti tafferugli scatenatosi tra le due tifoserie rimasero feriti 5 agenti tra le forze dell'ordine successivamente trasportati in ospedale. in questi anni e specialmente in quelli precedenti si verificano i derby che passano alla storia più per i fatti accaduti fuori che dentro il campo. Le città vengono blindate in occasione dei confronti tra le due squadre ma nonostante ciò i tafferugli si verificano regolarmente e l'intervento delle forze dell'ordine spesso produce l'effetto contrario a quello voluto con scontri prolungati tra le tifoserie e le F.d.o. che durano diverse ore e che vengono repressi solamente mediante il massiccio ricorso a cariche e lanci di lacrimogeni.
Rivalità legata al Frosinone è quella con l’Avellino, in quanto le due tifoserie sono strettamente gemellate. Diversi scontri e contatti ci sono stati tra irpini e pontini,quale anche scontri all'aeroporto di Fiumicino nel 2019 che costò 14 denunce agli ultras pontini.
Un'altra rivalità è quella con gli ultras campani della Paganese gemellati con gli ultras frusinati, con i quali nella stagione 2012-2013 si sono verificati episodi di violenza. Più precisamente prima della partita Latina-Paganese, quando gli ultras paganesi entrati nel settore ospiti furono bersagliati da un lancio di pietre e fumogeni da parte di alcuni ultras pontini successivamente arrestati e sottoposti a Daspo. Altra rivalità, creatasi per via dello stretto legame con i frusinati, è quella con gli ultras del Messina.
Altra infuocata rivalità è quella con i tifosi della Nocerina, con i quali non sono mancati tafferugli e disordini, sia all'inizio degli anni 2000 sia negli ultimi anni. I ripetuti problemi di ordine pubblico e la massiccia presenza dei tifosi Campani in trasferta in terra pontina hanno provocato l'inasprimento dei provvedimenti di sicurezza durante le gare, ormai considerate alla stregua del derby con il Frosinone.
Da segnalare è anche l'odio degli ultras pontini nei confronti degli ultras milanisti, colpevoli di aver provocato gravi scontri conclusi con accoltellamenti e feriti durante il torneo di beneficenza "Ultras & Oltre" svolto a Latina nel 2011. Di conseguenza a ciò si è venuta a creare un'altra rivalità con gli ultras bresciani (incontrati durante la stagione di Serie B 2013-2014), gemellati da anni con i Milanesi. Le forze dell'ordine riescono ad evitare disordini sia a Latina che a Brescia.
Altra importante rivalità è quella con i tifosi della Sambenedettese con i quali vi furono gravi disordini nel 2001 sia dentro che fuori dallo stadio (gli scontri per poco non raggiunsero il centro della città pontina), la rivalità con i marchigiani è anche di natura politica.
Sempre nella stagione di Serie B 2013-2014 si viene a creare un'altra rivalità, quella con gli ultras pescaresi. La rivalità si origina prima della partita tra Latina e Pescara con gli ospiti che, per raggiungere il settore a loro riservato, transitano indebitamente sotto i settori casalinghi ingaggiando lo scontro in strada con i locali, la polizia intervenuta dopo diversi minuti di scontri disperde i facinorosi. le forze dell'ordine eviteranno poi scontri nel dopopartita disperdendo gruppi di ultras pontini in attesa degli ospiti in zone periferiche della città.
Altre inimicizie si hanno con i tifosi della Fidelis Andria, della Ternana, del Grosseto, del Perugia, della Cavese, della Vastese, del Campobasso, del Real Marcianise, della Casertana, della Juve Stabia, del Siracusa, del Cassino e della Turris, quest'ultima e quella con la Cavese scaturite per via di due gemellaggi rotti.
Sono invece scaturite da rivalità sportive le inimicizie con i tifosi di Arezzo e Pisa. Con questi ultimi a scaldare il clima vi è anche la netta contrapposizione politica.
Rivalità locali si hanno poi con i tifosi di Formia e Terracina. Tra queste due la più sentita è quella con gli ultras terracinesi con i quali nel passato si verificarono ripetuti episodi di violenza.